# Chris Herd
Christopher 'Chris' Herd (Perth, 4 april 1989) is een Australisch profvoetballer die bij voorkeur op het middenveld speelt. Hij stroomde in 2010 door vanuit de jeugdopleiding van Aston Villa. Herd debuteerde in 2014 in het Australisch voetbalelftal.

## Nationaal team
Herd werd geboren in Australië, maar omdat zijn ouders allebei afkomstig zijn uit Schotland mocht hij er ook voor kiezen om voor het Schots voetbalelftal uit te komen. Herd koos voor zijn geboorteland, dat hij in 2009 al op U20 niveau vertegenwoordigde. Op 4 september 2014 debuteerde hij in het Australisch voetbalelftal in een oefeninterland tegen België.

## Erelijst

### MetAustralië
| Competitie              | Winnaar | Winnaar | Runner-up | Runner-up |
| Competitie              | Aantal  | Jaren   | Aantal    | Jaren     |
| ----------------------- | ------- | ------- | --------- | --------- |
| Internationaal          |         |         |           |           |
| Aziatisch Kampioenschap | 1x      | 2015    | –         |           |

2 Cash ·
3 Carlos ·
4 Konsa ·
5 Mings ·
6 Barkley ·
7 McGinn  ·
8 Tielemans ·
Rashford ·
10 Buendía ·
11 Watkins ·
12 Digne ·
14 Torres ·
18 Gauci ·
19 Philogene ·
20 Nedeljković ·
22 Maatsen ·
23 Martínez ·
24 Onana ·
25 Olsen ·
26 Bogarde ·
27 Rogers ·
30 Hause ·
31 Bailey ·
41 Ramsey ·
44 Kamara ·
50 Swinkels ·
Coach: Emery